# Mary Jackson
Mary Winston Jackson (Hampton, 9 april 1921 – aldaar, 11 februari 2005) was een Amerikaans wiskundige en luchtvaarttechnicus bij het National Advisory Committee for Aeronautics (NACA) dat in 1958 werd opgevolgd door National Aeronautics and Space Administration (NASA). Jackson werkte in het Langley Research Center in Hampton, Virginia tijdens het grootste gedeelte van haar carrière. Ze begon haar carrière als een menselijke computer bij de (gesegregeerde) West Area Computing divisie. Ze volgde technieklessen voor gevorderden en werd in 1958 de eerste vrouwelijke Afro-Amerikaanse ingenieur bij NASA.
Na een carrière van 34 jaar besloot Jackson manager te worden van zowel het Federal Women’s Program van NASA als van het Affirmative Action Program. In deze rol werkte ze aan het inhuren en promoveren van vrouwen in wetenschappelijke, technische en wiskundige carrières binnen NASA.
Jacksons verhaal vormt de basis van het non-fictieboek Hidden Figures: The Story of the African-American Women Who Helped Win the Space Race (2016). Ze is een van de drie protagonisten in de film Hidden Figures, de filmbewerking van het boek, die in Nederland en België begin 2017 werd uitgebracht.

## Persoonlijk
Mary Jackson werd geboren als Mary Winston op 9 april 1921 als dochter van Ella Scott en Frank Winston. Ze groeide op in Hampton, Virginia, waar ze haar diploma behaalde aan de George P. Phenix Training School met zeer hoge cijfers.
In 1942 behaalde Jackson haar bachelor in wiskunde van het Hampton Institute. Ze was lid van Alpha Kappa Alpha, de eerste studentenvereniging voor Afro-Amerikaanse vrouwen.
Mary Jackson was getrouwd en had twee kinderen. Ze stierf op 11 februari 2005 op 83-jarige leeftijd.

## Loopbaan
Na het behalen van haar diploma gaf Jackson een jaar lang wiskundeles op een zwarte school in Calvert County, Maryland. Openbare scholen in het zuiden van de Verenigde Staten waren in die tijd nog gesegregeerd. Jackson gaf ook bijles aan middelbare scholieren en studenten; iets wat ze haar hele leven zou blijven doen.
In 1943 keerde ze terug naar Hampton waar ze een boekhouder werd in het National Catholic Community Center there. Daarna werkte ze als receptionist en administratief medewerker.

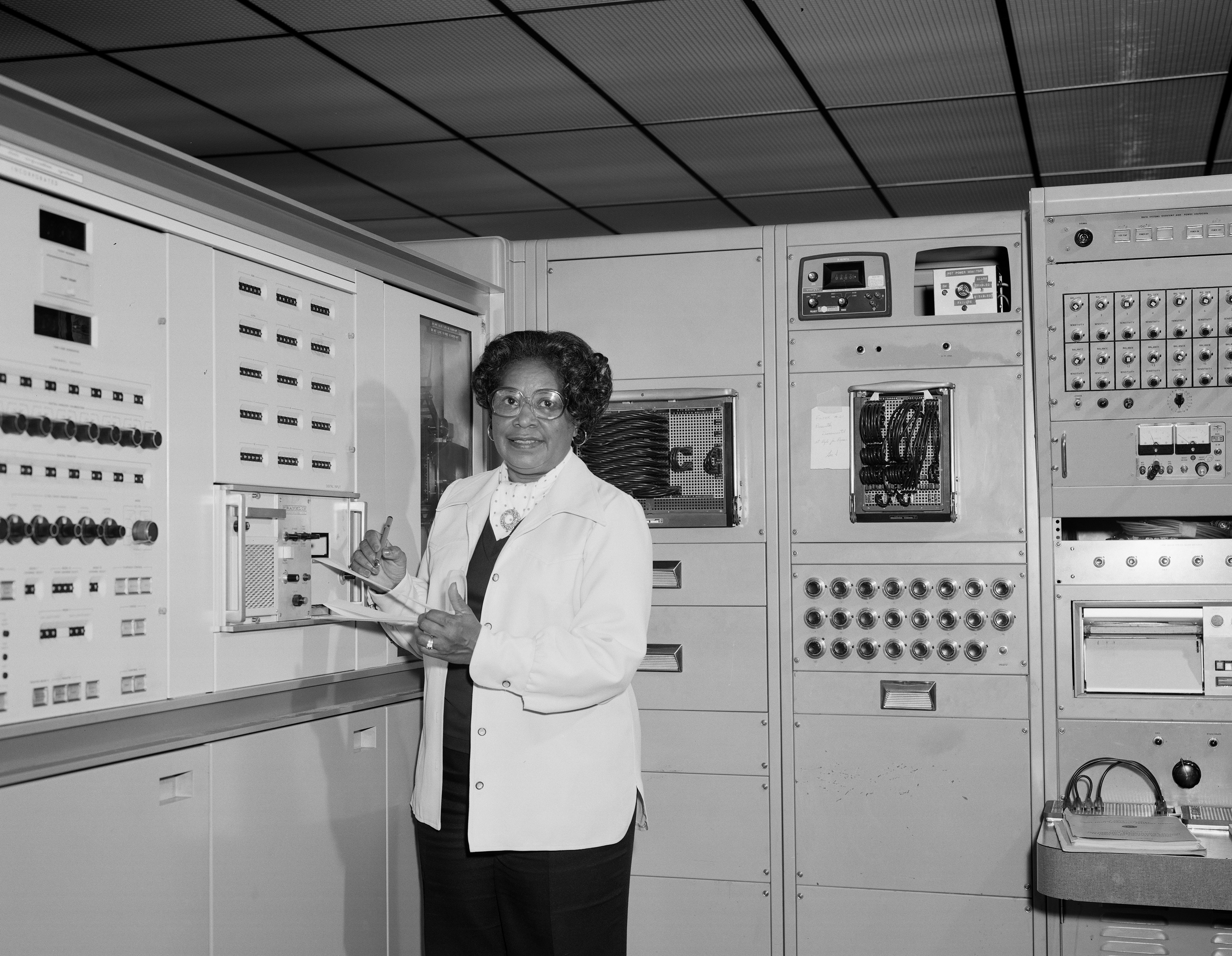
Mary Jackson aan het werk in het Langley Research Center

In 1951 trad Jackson in dienst bij de National Advisory Committee for Aeronautics (NACA) dat in 1958 overging in National Aeronautics and Space Administration (NASA). Ze begon haar loopbaan daar als onderzoekswiskundige, of menselijke computer, bij het Langley Research Center in Hampton, Virginia. Ze werkte onder leiding van Dorothy Vaughan in de gesegregeerde West Area Computing Section.
In 1953 ging ze werken voor Kazimierz Czarnecki in de Supersonic Pressure Tunnel. Czarnecki stimuleerde Jackson om een training te volgen zodat ze bevorderd kon worden tot werktuigbouwkundige. Ze volgde een avondprogramma aan de Universiteit van Virginia dat werd gehouden op de volledig witte Hampton High School. Jackson vroeg aan de gemeenteraad van Hampton of ze geoorloofd was de lessen te volgen. Na het volgen van de lessen werd ze bevorderd tot luchtvaartwerktuigbouwkundige; ze was de eerste zwarte vrouwelijke werktuigbouwkundige bij NASA.
Jackson analyseerde data van experimenten met windtunnels en vliegtuigen in de Subsonic-Transonic Aerodynamics Division in Langley. Haar doel was om luchtstromen te begrijpen, inclusief de effecten van stuwkracht en luchtweerstand om zo de militaire vliegtuigen van de Verenigde Staten te verbeteren.
Jackson werkte als werktuigbouwkundige binnen verschillende afdelingen van NASA zoals de Compressibility Research Division, Full-Scale Research Division, High-Speed Aerodynamics Division en de Subsonic-Transonic Aerodynamics Division. Ze schreef als auteur of mede-auteur 12 technische essays voor NACA en NASA. Jackson hielp vrouwen en andere minderheden met hun loopbanen binnen beide organisaties.
Na 34 jaar had Mary Jackson het hoogste bereikt op haar vakgebied en besloot ze te gaan werken voor twee bureaus binnen NASA die inzetten op gelijke rechten voor alle werknemers. Na het volgen van een training op het NASA-hoofdkantoor ging ze aan de slag als zowel Federal Women’s Program Manager in het bureau van de Equal Opportunity Programs als Affirmative Action Program Manager. Ze had hiermee invloed op de professionele loopbanen van vrouwen in wetenschappelijke, werktuigbouwkunde en wiskunde binnen NASA. Jackson bleef tot haar pensionering in 1985 voor NASA werken.

## Nalatenschap
De film Hidden Figures, die in 2017 in Nederland en België uitkwam, vertelt de verhalen van de NASA-loopbanen van Jackson, Katherine Johnson en Dorothy Vaughan. Met name Jacksons werk voor het Mercuryprogramma tijdens de ruimtewedloop komt in de film aan de orde. De film is gebaseerd op het boek Hidden Figures van Margot Lee Shetterly. In de film wordt Jackson gespeeld door de actrice Janelle Monáe.